# Sea Point Days
Sea Point Days es una película del año 2008.

## Sinopsis
A lo largo de la ciudad más meridional de África se encuentra una franja de terreno muy especial que separa el centro urbano del mar. Por un lado está flanqueada por el Atlántico y por otro, por Signal Hill, el paseo marítimo, con las piscinas municipales en el centro. Esta franja de tierra es un espacio que no tiene igual en Ciudad del Cabo. Antaño bastión del apartheid, hoy en día es un barrio único por la mezcla de edades, razas, géneros, religiones, niveles sociales y orientaciones sexuales que la componen. En cierto modo, es una zona donde cualquier sudafricano siente que tiene derecho a existir, por lo que la posibilidad de ser feliz en un mundo dividido no es inalcanzable. Pero ¿cuál es la realidad de los que llegan allí? ¿Cómo ven el pasado, el presente y el futuro en su país?